# Karl Nicolai
Karl Friedrich Nicolai (* 11. August 1839 in Gaildorf; † 2. September 1892 in Gundelsheim) war ein deutscher Schultheiß und Politiker.

## Leben
Nach dem Tod des Löwensteiner Stadtschultheißen Karl Friedrich Troll im November 1868 wurde Nicolai, der langjährige Gehilfe Trolls, zu seinem Nachfolger gewählt. Am 19. Mai 1869 trat er sein Amt an.
1876 kandidierte Nicolai im Wahlkreis Weinsberg für die Abgeordnetenkammer der Württembergischen Landstände und gewann das Mandat. Er folgte darin seinem Schultheißen-Vorgänger Troll, der den Wahlkreis bis zu seinem Tod 27 Jahre vertreten hatte. In der Kammer gehörte Nicolai verschiedenen Kommissionen an.
Im April 1881 wurde Nicolai zum Amtsnotar in Sontheim mit Sitz in Heilbronn ernannt. Sein Abgeordnetenmandat legte er daher zum 21. Mai 1881 nieder. Die notwendige Ersatzwahl gewann der Wüstenroter Kaufmann Karl Rettich.
Später war Nicolai Stadtschultheiß der Stadt Biberach an der Riß. Er starb in Schloss Horneck in Gundelsheim.

## Familie
1885 heiratete Nicolai Bertha Schütz (1860–1938). Aus der Ehe ging ein Kind hervor.